# Стебњик
Стебњик (укр. Стебник) град је Украјини у Лавовској области. Према процени из 2012. у граду је живело 20.985 становника.

## Становништво
Према процени, у граду је 2012. живело 20.985 становника.
| 1979.  | 1989.  | 2001.  | 2012.  |
| ------ | ------ | ------ | ------ |
| 19.415 | 22.200 | 20.863 | 20.985 |